# Gerichtsbezirk Eipel
Der Gerichtsbezirk Eipel (tschechisch: soudní okres Úpice) war ein dem Bezirksgericht Eipel unterstehender Gerichtsbezirk im Kronland Böhmen. Er umfasste Gebiete im östlichen Teil Nordböhmens. Zentrum und Gerichtssitz des Gerichtsbezirks war die Stadt Eipel (Úpice). Das Gebiet gehörte seit 1918 zur neu gegründeten Tschechoslowakei und ist seit 1991 Teil der Tschechischen Republik.

## Geschichte
Die ursprüngliche Patrimonialgerichtsbarkeit wurde im Kaisertum Österreich nach den Revolutionsjahren 1848/49 aufgehoben. An ihre Stelle traten die Bezirks-, Landes- und Oberlandesgerichte, die nach den Grundzügen des Justizministers geplant und deren Schaffung am 6. Juli 1849 von Kaiser Franz Joseph I. genehmigt wurde. Das Gebiet des späteren Gerichtsbezirks Eipel gehörte zunächst zum Kreis Königgrätz und lang auf dem Gebiet der Gerichtsbezirke Trautenau und Nachod. Im Jahr 1875 wurde schließlich die Vereinigung der tschechischsprachigen Gemeinden Eipel und Petrovic des Gerichtsbezirks Trautenau sowie der Gemeinden Batnovic, Hawlowic, Hertin, Liebenthal, Marschau, Sangwitz sowie Groß- und Klein-Schwadowitz des Gerichtsbezirks Nachod zum Gerichtsbezirk Eipel beschlossen. Seine Amtswirksamkeit erlangte der Gerichtsbezirk per 1. Juli 1876, als das Bezirksgericht Eipel seine Tätigkeit aufnahm. Der Gerichtsbezirk Eipel war in der Folge Teil des Bezirks Trautenau.
1900 lebten 14.649 Personen im Gerichtsbezirk. 1910 wies der Gerichtsbezirk Eipel eine Bevölkerung von 17.045 Personen auf, von denen 200 Deutsch und 16.778 Tschechisch als Umgangssprache angaben. Im Gerichtsbezirk lebten zudem 76 Anderssprachige oder Staatsfremde.
Durch die Grenzbestimmungen des am 10. September 1919 abgeschlossenen Vertrages von Saint-Germain kam der Gerichtsbezirk Eipel vollständig zur neugegründeten Tschechoslowakei, wobei die Gerichtseinteilung bis 1938 im Wesentlichen bestehen blieb. Nach dem Münchner Abkommen wurde das Gebiet dem Landkreis Trautenau zugeschlagen. Nach dem Zweiten Weltkrieg gehörte das Gebiet zum Okres Trutnov, dessen Behörden jedoch im Zuge einer Verwaltungsreform 2003 ihre Verwaltungskompetenzen verloren. Diese werden seitdem von den Gemeinden bzw. dem Královéhradecký kraj, zu dem das Gebiet um Eipel seit Beginn des 21. Jahrhunderts gehört, wahrgenommen.

## Gerichtssprengel
Der Gerichtssprengel umfasste Ende 1914 die zehn Gemeinden Batňovice (Batnowitz), Úpice (Eipel), Velké Svatoňovice (Großschwadowitz), Havlovice (Hawlowitz), Rtyně v Podkrkonoší (Hertin), Malé Svatoňovice (Kleinschwadowitz), Libňatov (Liebenthal), Maršov (Marschau), Petrovice (Petrowitz) und Suchovršice (Saugwitz).